# 亡国のイージス2035 〜ウォーシップガンナー〜
『亡国のイージス2035 ～ウォーシップガンナー～』 (Boukoku no Aegis 2035: Warship Gunner) は、2005年に株式会社コーエーより発売された、福井晴敏作の小説『亡国のイージス』の30年後の世界を題材にした海戦アクションゲームである。
ゲームシステムの類似性や「ウォーシップガンナー」という副題など、同社の鋼鉄の咆哮シリーズと多くの共通点を持つが、鋼鉄の咆哮シリーズには含まれない。

## 概要
鋼鉄の咆哮シリーズのゲームシステムではあるが、設計システムや描画エンジンは刷新されている。なおストーリー上、駆逐艦以外は操作できない。また、登場人物は原作に登場する者からその親族が登場し、プレイヤーが操作する艦名もいそかぜである。
亡国のイージスの続編という位置付けだが、特典として映画版の予告編を収録した「映画館」と、映画版のストーリーや登場人物、そしてGUSOHといった用語の解説を収録した「劇場資料館」があるのを考えると、本作は小説版ではなく映画版の続編と考えるのが妥当である。しかし、劇中で浅生浩二が主人公宮津直基を「反乱艦長の血筋」と評しているので、小説版の設定も反映されている（宮津弘隆がいそかぜの艦長なのは小説版。映画版では副長である）。

## ストーリー
いそかぜ反乱事件から30年の月日が流れた2035年。21世紀初頭に顕在化した大規模テロリズムが産んだ対テロ戦争は、世界に終わり無き紛争をもたらした。その中で行き過ぎたナショナリズムが戦争の根源であると認識した世界各国は、大国が主導するのではなく、EUのような連合国家が等分に存在するべきという画期的な発想の転換に至り、複数の連合勢力が誕生。世界は争いから脱却し、人類は新たなる目標として世界連邦の樹立を目指し始める。
かつては夢物語でしかなかった世界連邦。しかし高度なネットワーク社会が構築され、その恩恵を当たり前とする世代の台頭によって今やそれは大いに現実味を帯びていた。国家や民族の垣根を越えて1つになりゆく人類。だが、誰もが皆同じ望みを抱いている訳ではなかった・・・。
ある日、海上自衛隊呉基地が襲撃され、最新鋭護衛艦ブイ・ウェッブ艦が強奪された。犯人は日本政府に対し千里馬（チョンリマ）艦隊司令「ホ・ヨンファ」を名乗り、「我々は10年前の偽りの統一政策によって蹂躙された祖国を解放し、真の祖国再建を果たすために行動を起こしたものである」「10年前の一方的な統一政策にアメリカと共に加担し、我が民族の尊厳と希望を一方的に踏みにじった日本の罪を我々は決して忘れない。ブイ・ウェップ艦はそのささやかな賠償としてこちらが受け取る」「我が艦隊が保有するミサイルの弾頭は、通常にあらず」という内容の声明を送る。
この事態に対し、ダイス元局長の渥美大輔はサルベージされブイ・ウェッブ艦仕様に改装されたいそかぜによる追撃部隊を編成。その新いそかぜの艦長は反乱事件首謀者の甥、宮津直基であった…。

## 登場人物
宮津直基（みやづ なおき）（声優：田中秀幸）
いそかぜ艦長。階級は二等海佐。42歳。男性。日本国籍。
防衛大学を首席で卒業した優秀な海上自衛官であるが、反乱を起こした宮津弘隆の甥であるため、海上自衛隊上層部はその存在を持て余していた。しかし渥美に拾われた事で閑職から第一線へと引き上げられ、海上自衛隊の作戦基準に囚われない独自の裁量で動ける権限を与えられた。
渥美大輔（あつみ だいすけ）（声優：掛川裕彦）
ダイス特別顧問。74歳。男性。日本国籍。
ダイスの元局長で、いそかぜ反乱事件の際は内事本部長として工作員による作戦を指揮した。現在では特別顧問という裏方ながら、頭脳や影響力は健在で、方針が定まらぬ日本政府にすら存在を疑問視されている宮津たちを陰ながらサポートする。
若い時とは異なり、和服姿がよく似合う老人。そのため直基からは尊敬を込めて「渥美翁」と呼ばれている。
浅生浩二（あそう こうじ）（声優：島田敏）
いそかぜ副長。階級は三等海佐。35歳。男性。日本国籍。
優秀な能力を持ちながらも、昼行灯で職務に対するやる気がない。これまで様々な部署をたらいまわしにされていたが、千里馬艦隊との戦いでは「怠慢＝死」であるため、珍しく職務に正面から取り組むこととなった。
無謀な手段に出る直基に反論する事もあったが、共に戦う中で信頼を深める。
菊政聡美（きくまさ さとみ）（声優：冬馬由美）
いそかぜ通信長。階級は二等海尉。25歳。女性。日本国籍。
職務に対しては几帳面だが頭が固く、他人の不正を見逃せない四角四面な性格。組織内で生きることに不向きで、これまでも几帳面さが祟って上司から煙たがられ、閑職に回されてきたとされている。いそかぜ着任後も、不真面目な浅生と衝突する事が少なくない。
ジェフリー・スタンフォード（声優：郷里大輔）
アメリカ海軍第8艦隊司令。階級は中将。45歳。男性。アメリカ合衆国国籍。
ブイ・ウェッブ艦奪還のため、いそかぜと一時共同戦線を張る。自軍至上主義や階級主義に染まった人物であり、命令を絶対視する一方で他国や他国軍を軽んじる態度が目立ち、直基含むいそかぜクルーも同様に見下す対象として認識している。また、敵対する勢力に対しては戦闘能力の有無にかかわらず容赦なく殲滅するなど、驕慢かつ無慈悲な面も目立つ。劇中ではこれに抗議した直基に対し、叔父の宮津弘隆を引き合いに出した上で「君には叔父のように一国を相手にするような気概は無いのか?」と言い放った。その不遜さから、直基からは「童話の愚かな王様」、リーからは「典型的ハリウッド軍人」と評されている。
リマ（声優：佐藤朱）
謎の少女。
新型対潜索敵システム「システムL」が起動するのと時を同じくして、航海中のいそかぜに突如現れた少女。直基以外に認識される事は無く、彼以外誰も姿や声に気付かない。
シャルルXII世（じゅうにせい）（声優：青野武）
ロシュフォール社会長。87歳。男性。フランス国籍。
表の顔はEU有数のコングロマリット会長だが、その正体はかつて欧州各国を支配した王侯貴族の末裔からなる王政復古勢力の頂点に君臨する「王」で、ブルボン王朝の正当な後継者と名乗る人物。巨大な財力と直率する私兵軍隊、そしてEU当局内のシンパを率いて内戦を引き起こし、世界の姿をこれまでの「民族と国家によって隔てられた状態」に戻そうとする。
リー・チュイリィエン（声優：鈴木麻里子）
アメリカ中央情報局エージェント兼アメリカ海軍将校。階級は少尉。28歳。女性。アメリカ合衆国／中国国籍。
千里馬艦隊の中枢にいる人物で、ヨンファの片腕。また、優れた技術者でもある。
彼女の生い立ちは劇中はっきりと語られないが、両親と共に何らかの理由で中国からアメリカへと亡命した事が、彼女自身の発言から推測できる。
ホ・ヨンファ（声優：置鮎龍太郎）
今回の事件の首謀者。海自のブイ・ウェッブ艦を強奪した千里馬艦隊の司令である。
30年前に死亡したいそかぜ反乱事件の首謀者「ホ・ヨンファ」の名を名乗り、当時のヨンファと同様の声明を日本政府へ発する。正体は不明。

## ブイ・ウェッブ艦
2035年時点での最新鋭艦である可変兵装型護衛艦。名称の「VE-WEBV」はVariable Equipment : Weapon, Engine and Bridge Vesselの略で、設定は福井晴敏自らによる物である。
その実態は、実在のスタンダード・フレックスの要領で、武装のみならず、艦橋や機関までも含めた船体の主要部位がモジュール化され、自由自在に配置を変更する事が可能となっており、船体各部を組み替える事によって、多種多様な状況に対応できるという仕様。いわば『鋼鉄の咆哮』シリーズで使われてきた設計システム「HLG」に作品内世界での設定を付与した物であると言える。
劇中ではいそかぜの他に、千里馬艦隊が強奪した海上自衛隊の「くにつかぜ」「たかまがはら」「よもつかぜ」、米海軍第8艦隊所属の「テネシー」「アーカンソー」が登場している。